# 浜田禎介
浜田 禎介（はまだ ていすけ、1905年〈明治38年〉4月11日 - 没年不明）は、日本の政治家、実業家。熱海市議会議員。相模屋社長。伊豆山観光協会長。

## 経歴
新潟県・須山斌二郎の三男。1927年、早稲田大学政治経済学部政治学科を卒業。東京大北電信会社に勤務。相模屋旅館・浜田三郎の養子となる。養父経営の相模屋旅館を継承する。1947年、熱海市議に当選。
教育委員長、早大稲門会会長、ユネスコ理事長に挙げられる。1948年、家業の相模屋を株式に改組と共に専務に就任。1955年、熱海商工会議所副会頭に就任。

## 人物
宗教は真言宗。趣味は絵画、野球、乗馬、ゴルフ、カメラ、登山。住所は静岡県熱海市伊豆山。

## 家族・親族
浜田家
- 養父・三郎（1889年 - ?、静岡県多額納税者、温泉旅館業、相模屋社長）[2][3]
- 妻・うめ（1913年 - ?、相模屋取締役）[3]
- 長男[4]
- 長女[4]
- 次男[5]
- 三男[4]

親戚
- 森安治郎（川崎市会議長）